# Брунфельс, Отто
О́тто Бру́нфельс (нем. Otto Brunfels, также Brunsfels, Braunfels), ок. 1488 или 1489, около Майнца в Рейнланд-Пфальце, Германия — 23 декабря 1534, Берн, Швейцария) — немецкий богослов и ботаник. Карл Линней называл его одним из «отцов ботаники».

## Ранние годы
Изучив богословие и философию в Университете Майнца, Брунфельс отправился в картезианский монастырь в Майнце, а затем в такой же в Кёнигсхофене недалеко от Страсбура. В Страсбуре он встретился с обучавшимся там юриспруденции Николаусом Гербелем. Гербель обратил внимание Брунфельса на лекарственную силу растений, и это побудило Брунфельса к его будущим ботаническим занятиям.

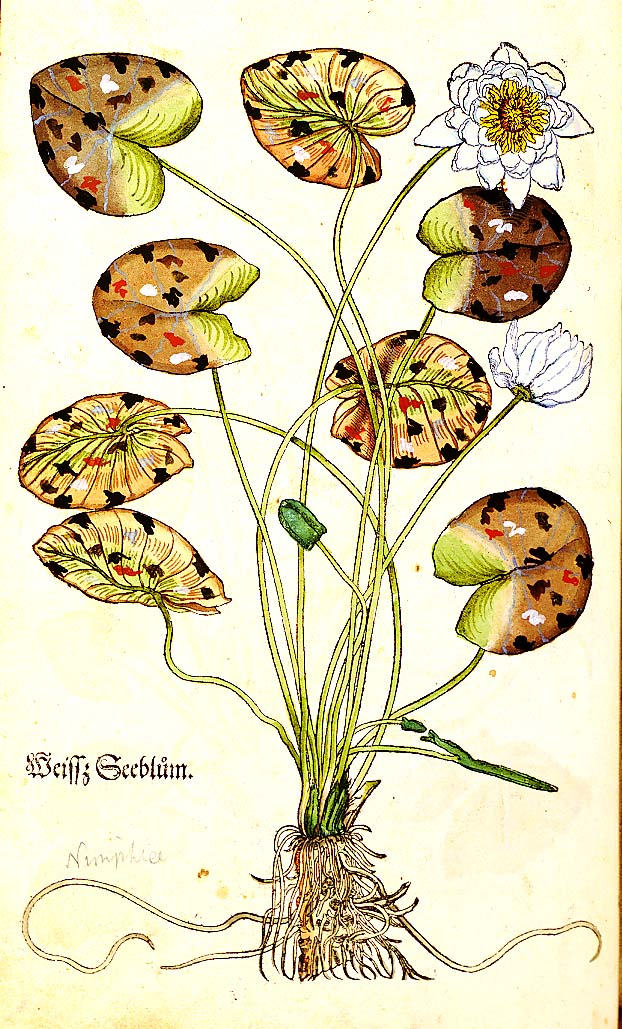
Кувшинка белая (Nymphaea alba). Ботаническая иллюстрация из книги Брунфельса Herbarium vivae eicones

## Жизненный и научный путь
После перехода в протестантство (в этом он был поддержан Францем фон Зиккингеном и Ульрихом фон Гуттеном) при покровительстве декана Франкфурта Иоанна из Индагине Брунфельс стал служить в Штайнау-ан-дер-Штрассе (1521), а позднее в Нойенбурге-на-Рейне. Затем в течение восьми лет он руководил школой кармелитов в Страсбуре. В списке главных еретиков, опубликованном Лёвенским университетом в 1550 году, Брунфельс шёл первым.
В одной из своих работ он защитил Ульриха фон Гуттена от Эразма Роттердамского, затем издал рукопись, оставленную Яном Гусом. Catalogi virorum illustrium Брунфельса (1527) считаются первой книгой в истории евангелистской церкви.
После смерти Ульриха фон Гуттена в 1523 году религиозные взгляды Брунфельса привели его к спорам с Мартином Лютером и Цвингли.
Позднее он занялся изучением медицины в Базельском университете (звание доктора медицины (M.D.) получил в 1530 году). В 1532 году Брунфельс стал городским врачом в Берне, где он оставался до конца своих дней. В последние годы его жизни одним из его учеников был Якоб Дитрих Мюллер, позже известный как Якоб Теодор Табернемонтанус (ок. 1522—1590), автор известного травника.
Кроме многочисленных богословских трудов, Брунфельс издал трактаты по педагогике, арабскому языку, фармацевтике и ботанике.
Его часто называют отцом ботаники, потому что в своих ботанических сочинениях он не столько обращается к наследию древних авторов, сколько к собственным наблюдениям, и на основании последних описывает растения. Он собрал путём гербаризации во время ботанических занятий немецкую флору и описал её, хотя без всякой системы, под заглавием Живые изображения трав (лат. Herbarum vivae icones ad naturae imitationem summa cum diligentia et artificio effigiatae, Страсбур, 1530—1536, 3 тома, in folio, и нем. Contrafayt Kräuterbuch, 1532—1537, в двух частях (нем.)). В этом труде Брунфельс разделил растения на «совершенные» (то есть имеющие цветки) и «несовершенные» (лишённые их). Растения Германии представлены гравюрами на дереве Ханса Вайдитца и названы народными именами на немецком языке. Современный американский исследователь Дуэйн Изели, однако, приписывает большую часть популярности Брунфельса Вайдитцу, чьи гравюры установили новый стандарт, поскольку делались с натуры — в отличие от копий с прежних работ.

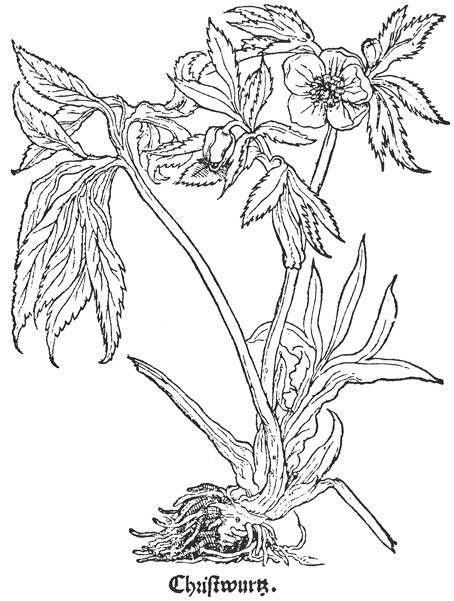
Морозник чёрный (Helleborus niger). Ботаническая иллюстрация из книги Брунфельса Herbarum vivae eicones

Брунфельс также ввёл в научный оборот сведения о немецких растениях, которых не было у Диоскорида, и описывал растения независимо от их медицинской ценности, хотя эти описания и бывали часто весьма бедными.
Род растений Брунфельсия (Brunfelsia) семейства Паслёновые названы в его честь.

## Труды
- Othonis Brvnfelsii Pro Vlricho Hutteno defuncto ad Erasmi Roter. Spongiam Responsio (1523) (лат.)
- Processus consistorialis Martyrii Io. Huss (1524) (лат.)
- то же на немецком языке: Geistl. Bluthandel Iohannis Hussz zu Constenz (1524 или 1525) (нем.)
- Catalogi virorum illustrium veteris et novi testamenti (1527) (лат.)
- Catechesis puerorum in fide, in literis et in moribus (1529) (лат.)
- Herbarum vivae eicones, 3 тома (1530—1536) (лат.)
- Catalogus illustrium medicorum seu de primis medicinae scriptoribus (1530) (лат.)
- Iatron medicamentorum simplicium (1533) (лат.)
- Contrafayt Kreüterbuch (mit naturgetreuen Abb. v. Hans Weiditz), 2 тома., (1532—1537) (нем.)
- Onomastikon medicinae, continens omnia nomina herbarum, fruticum etc. (1534) (лат.)
- Epitome medices, summam totius medicinae complectens (1540) (лат.)
- In Dioscoridis historiam plantarum certissima adaptatio (1543) (лат.)